# Żużoły (stacja kolejowa)
Żużoły – nieczynny wąskotorowa stacja kolejowa w Żużołach, w województwie kujawsko-pomorskim.